# Tiazolidindionă
Tiazolidindionele, cunoscute și ca glitazone (după denumirea primului reprezentat, ciglitazonă), reprezintă o clasă de heterociclici cu nucleu pentaatomic de tipul C3NS. Termenul face referire la o clasă de medicamente utilizate ca antidiabetice, în tratamentul diabetului zaharat de tipul 2.

## Mecanism de acțiune
Tiazolidindionele sunt agoniști selectivi ai receptorului nuclear PPARγ (receptor gama activat al proliferării peroxizomale) și acestea scad glicemia prin
micșorarea rezistenței la insulină la nivelul țesutului adipos, musculaturii scheletice și ficatului.

## Listă
Cele mai comune glitazone disponibile comercial sunt:
- Pioglitazonă (Actos) - aprobată pentru uz în Europa
- Rosiglitazonă (Avandia) - a fost aprobată pentru uz în Europa, dar s-a retras datorită riscurilor
- Lobeglitazonă (Duvie) - aprobată pentru uz în Coreea

Alte exemple includ (molecule experimentale sau retrase de pe piață):
- Ciglitazonă, primul reprezentant descoperit
- Darglitazonă
- Englitazonă
- Netoglitazonă
- Rivoglitazonă
- Troglitazonă